# Drisht
Drisht est un village avec une histoire médiévale notable (latin Drivastum, italien Drivasto ) en Albanie, situé à 6 km du pont de Mes (en albanais : Ura e Mesit). Il est situé dans l'ancienne municipalité de Postribë, dans le comté de Shkodër. Lors de la réforme du gouvernement local de 2015, elle est devenue partie intégrante de la municipalité de Shkodër. Le château de Drisht, en ruine, date du XIIIe siècle et se situe au sommet d'une colline culminant à 800 mètres d'altitude. Les ruines du château contiennent les restes de 11 maisons. Entre les ruines du château et le village moderne de Drisht situé en contrebas, d'autres vestiges archéologiques de Drivastum de la fin de l'époque romaine et de l'époque médiévale ont été découverts . 

## Histoire
La colonie de Drivastum est connue pour avoir existé avant le Xe siècle apr. J.-C.
En 1081—1116, Drivastum appartenait au royaume de Duklja (Dioclée). En 1183, le Serbe Stefan Nemanja annexa Drivast et ses environs. 
En 1241, la ville fut pillée par les Tatars lors de leur progression vers l'est à travers Zeta, en retournant chez eux.  
Les chercheurs estiment que Drivast fut prise par les Balšići aux alentours du printemps 1362. Ils s'accordent sur le fait qu'en 1363, ils avaient capturé Drivast et Scutari à proximité. 
En 1393, Đurađ II Balšić, capturé par les ottomans, se soumit à la suzeraineté du Grand Sultan et accepta l'annexion de Drivast, de Sveti Srđ et de Scutari en échange de sa liberté. Toutefois, Đurađ se libéra rapidement de sa vassalisation et reprit les villes qu'il avait cédées quelques mois auparavant. En 1395, sachant qu'il ne pourrait pas résister à une attaque ottomane, il remit ces villes, y compris Drivast, à la République Vénitienne en échange de 1000 ducats par an. 
En 1399, les habitants de Drivasto (le nouveau nom italien de la ville) et de Scutari déclenchèrent une révolte contre Venise, en raison des impôts élevés que la république leur faisait payer. La révolte dura trois ans, jusqu'à ce que les troupes vénitiennes réussissent à contrôler la situation. Cependant, les régions entourant Drivast et Scutari ne reconnaissaient plus l'autorité vénitienne. 
Irrité par la politique vénitienne sur ses anciennes terres et par le monopole commercial qui provoquait une stagnation économique dans ses ports, Đurađ II envoya des troupes sur ses anciennes terres, y compris Drivast, rompant son traité de paix avec Venise. Les actions de Đurađ conduisirent Venise à croire qu'il avait un rôle majeur dans le soulèvement qui avait précédé. Les chercheurs ne savent pas aujourd'hui si cette accusation était exacte. Les Ottomans décidèrent aussi d'organiser des raids sur ces terres rebelles. 
En 1423, Đurađ Branković conquit Drivast et l'intégra au sein du Despotate serbe. Soutenu par les Ottomans, Gojčin Crnojević et Little Tanuš Dukađin, Maramonte pilla la région autour de Scutari et Ulcinj puis attaqua Drivast en 1429, mais sans réussir à capturer la ville. 
En août 1442, Venise reprit Drivast au despote serbe Đurađ Branković. Les citoyens autochtones de Drivast étaient hostiles aux avancées des Albanais et des Serbes. Conséquemment, ils n'acceptèrent la suzeraineté vénitienne qu'à certaines conditions : Venise n'emploierait pas de pronoiers albanais et les terres que le despote serbe avait attribuées à des Serbes devraient être restituer à la ville. La famille noble des Engjëlli est originaire de Drivast, et c'est dans cette localité qu'est né Pal Engjëlli, archevêque de Durrës et rédacteur du plus ancien document en langue albanaise, la formule du baptême. 
En 1447, Skanderbeg demanda aux Vénitiens de lui donner le contrôle de Drivast, ainsi que les terres qui appartenaient auparavant à Lekë Zakarija. Les Vénitiens refusèrent ces demandes, ce qui eut pour conséquence directe le déclenchement de la guerre contre Venise par Skanderbeg. 
En mars 1451, Lekë Dukagjini et Božidar Dushmani projetèrent d'attaquer Drivast alors sous contrôle vénitien.  Leur complot fut mis au jour et Božidar fut contraint à l'exil. 
En septembre 1478, Drivast fut capturé par les Ottomans. 

## Drisht contemporaine
La population de l'actuelle Drisht est à prédominance musulmane et albanaise. Drisht est accessible en 4x4 ou à pied. 

## Sources et liens externes
- (sr) Ivan Božić, Nemirno pomorje XV veka, Belgrade, Srpska književna zadruga, 1979 (OCLC 5845972, lire en ligne)

Liens externes
- Photo of the ruined castle